# Zielaniec (obwód brzeski)
Zielaniec (biał. Зелянец; ros. Зеленец) – wieś na Białorusi, w obwodzie brzeskim, w rejonie brzeskim, w sielsowiecie Czernawczyce.
Dawniej dwie osobne miejscowości: Terpiłowicze Wielkie (biał. Вялікія Цярпілавічы, ros. Большие Терпиловичи) i Terpiłowicze Małe (biał. Малыя Цярпілавічы, ros. Малые Терпиловичи).
W XIX w. oba Terpiłowicze były okolicami szlacheckimi. W dwudziestoleciu międzywojennym leżały one w Polsce, w województwie poleskim, w powiecie brzeskim, w gminie Turna. Po II wojnie światowej w granicach Związku Sowieckiego. Od 1991 w niepodległej Białorusi.